# Harmatán

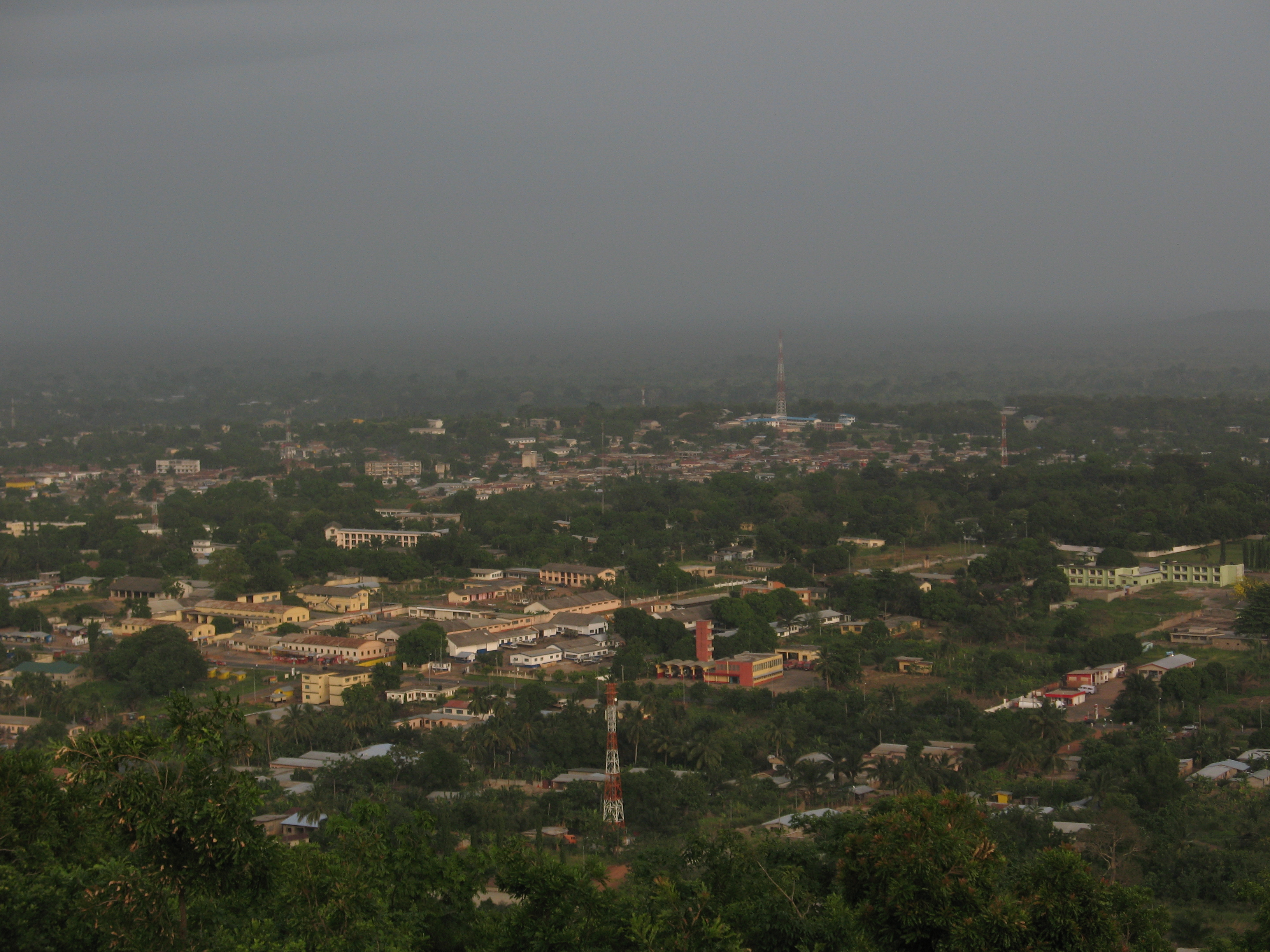
Mlha z písku větru Harmatán nad městem Ho v Ghaně

Harmatán (též harmatan nebo harmataan) je místní název suchého, horkého a prašného severního (severovýchodního) větru vanoucího v zimě ze Súdánu do hornoguinejské oblasti od listopadu do března. Vane v průběhu suchého období a ze Sahary odnáší drobné částečky písku.